# Charles Burguet (réalisateur)
Pour les articles homonymes, voir Charles Burguet (homonymie) et Burguet.
Charles Léon Burguet, né Charles Léon Levy, le 17 mars 1872 dans le 9e arrondissement de Paris, et mort le 23 octobre 1957 à Maisons-Laffitte,, est un acteur, producteur, réalisateur et scénariste français. 

## Biographie
Son pseudonyme vient de l'architecte Charles Burguet ayant réalisé à Bordeaux la nouvelle aile de la Bourse, côté cours du Chapeau-Rouge ; des immeubles le long de la rue d'Aviau (en 1855) et dans le Jardin Public, ainsi que les deux ailes du musée, côté cours d'Albret (musée des beaux-arts, 1858-1867) et relia deux bâtiments plus anciens sur le cours Victor-Hugo, actuel lycée Michel-Montaigne. 
Il fera changer son nom de naissance pour prendre officiellement celui de Burguet, selon un décret de 1946 publié en 1948.
Comédien de 1894 à 1906, il devient directeur du Théâtre Réjane de 1906 à 1908. Il réalise de nombreux films de 1912 à 1925 avant de devenir président de la Société des Auteurs de films de 1925 à 1940.

## Filmographie
- 1912 : La Saltarella
- 1912 : La Dette
- 1915 : Le Troisième Larron
- 1915 : La Pépite d'or
- 1916 : Ruse de grand-père
- 1916 : Remember
- 1916 : Quand minuit sonna
- 1916 : Bou-Bouf veut maigrir
- 1916 : Bou-Bouf se rase dans la vie
- 1916 : Bou-Bouf pour les dames
- 1916 : Bou-Bouf enterre sa vie de garçon
- 1916 : Le Double Jeu
- 1917 : Son héros
- 1917 : Gaby en auto
- 1917 : Bou-Bouf et César
- 1917 : Pour épouser Gaby
- 1917 : Les Deux Amours
- 1918 : La Sultane de l'amour (coréalisateur)
- 1918 : L'Âme de Pierre
- 1918 : Au paradis des enfants
- 1918 : La Course du flambeau
- 1919 : Un ours
- 1919 : Suzanne et les Brigands
- 1920 : Gosse de riche
- 1920 : Le Chevalier de Gaby
- 1921 : L'Essor
- 1922 : Les Mystères de Paris
- 1922 : La Bâillonnée, épisode 1 : Entre deux haines
- 1922 : La Bâillonnée, épisode 2 : La Nuit douloureuse
- 1922 : La Bâillonnée, épisode 3 : Les Sans pitié
- 1922 : La Bâillonnée, épisode 4 : Le Guet-apens
- 1922 : La Bâillonnée, épisode 5 : L'Impossible amour
- 1922 : La Bâillonnée, épisode 6 : Un drame en mer
- 1922 : La Bâillonnée, épisode 7 : Le Droit de la mer
- 1923 : La Mendiante de Saint-Sulpice
- 1924 : La Joueuse d'orgue
- 1924 : Faubourg Montmartre
- 1925 : Barocco
- 1926 : Martyre
- 1929 : Le Meneur de joies
- 1931 : La Voie du bonheur (producteur)

## Théâtre
- 1908 : Qui perd gagne de Pierre Veber d'après Alfred Capus, théâtre Réjane

## Récompenses et distinctions
- Officier de la Légion d'honneur (1938)[3]